# De bedevaart van de aartshertogen Albrecht en Isabella naar Laken in 1601
De bedevaart van de aartshertogen Albrecht en Isabella naar Laken in 1601 is een schilderij van Hans van der Beken in het Monasterio de las Descalzas Reales in Madrid. Tot zeer recent werd het werk gehouden voor een weergave van de reis van keizerin Maria van Praag naar Madrid in 1580. Op Europalia España 1985 werd het nog als zodanig gepresenteerd in Brussel, maar daar werd het lokale landschap herkend en kwam de traditionele interpretatie op losse schroeven te staan.

## Voorstelling
Het werkelijke onderwerp van het schilderij is een bedevaart die de landvoogden Albrecht en Isabella in 1601 ondernamen naar Laken buiten Brussel. De vorstelijke stoet bevindt zich op de voorgrond. Opvallend is het gegeven dat de vrouwen zwarte maskers dragen. 

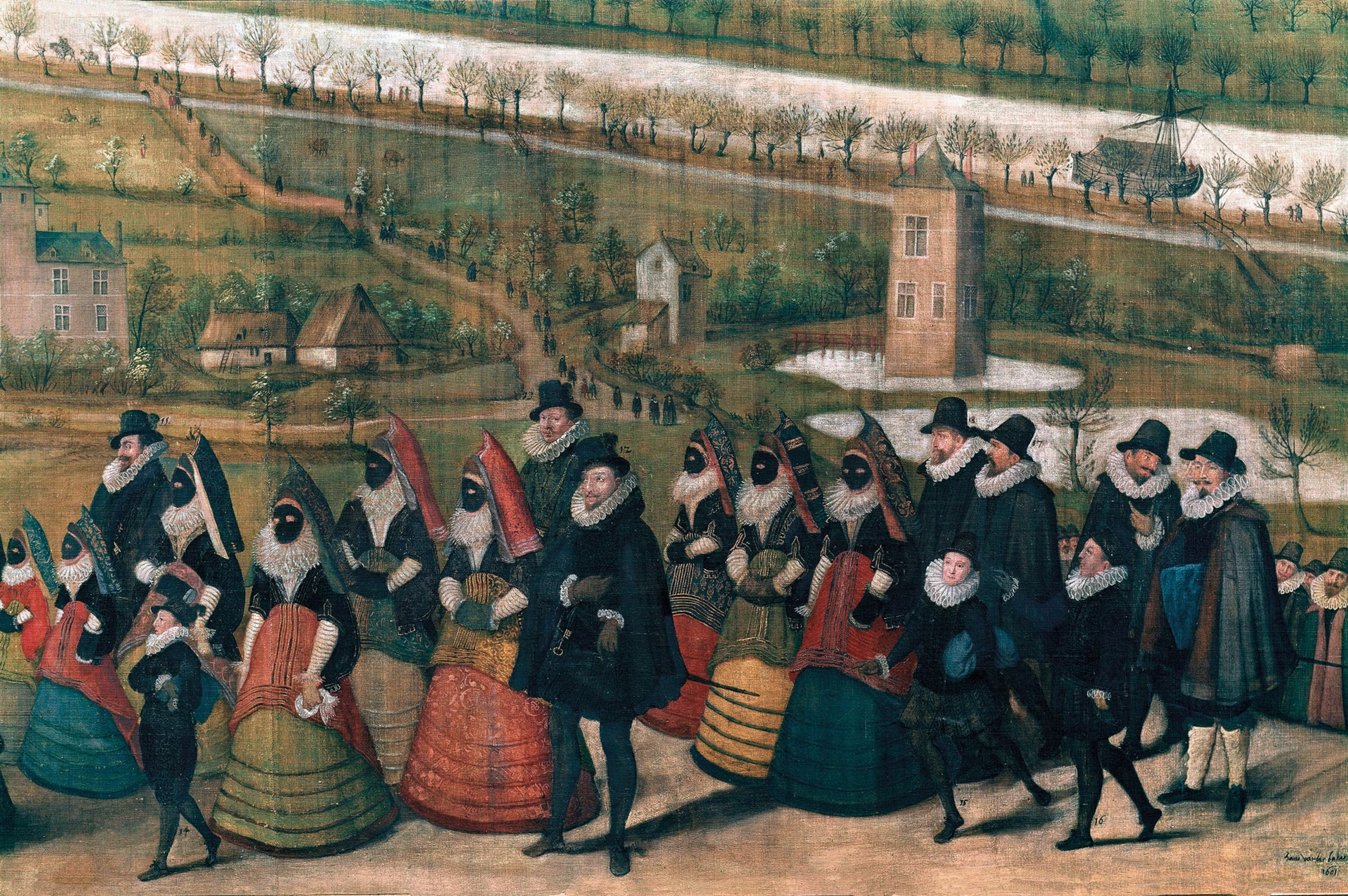
Detail van de optocht met de gemaskerde vrouwen. Rechts de Zandbergtoren.

Het landschap wordt horizontaal in twee gedeeld door de Willebroekse vaart, waarop boten varen. Op het jaagpad wandelen mensen. Andere herkenbare waterwegen zijn de Zenne en de Leybeeck. In de rechterbovenhoek is een panorama van het ommuurde Brussel weergegeven. In de weilanden ernaast liggen de dorpen Schaarbeek en Sint-Joost-ten-Node. 
Vanuit de stad loopt de Lakense weg over een brug met een brugwachtershuisje. In de ruimte tussen de vaart en de optocht zien we Laken. De Onze-Lieve-Vrouwekerk links is nog niet volledig hersteld van de brandstichting door lokale calvinisten in 1581 en is bezig een nieuw dak te krijgen. Rechts in de vijver staat de middeleeuwse toren van Santberg, het latere Tivoli. Meer naar het midden is het Hof van Drootbeek weergegeven.

## Voetnoten
1. ↑  Matías Díaz Pádron, "Reis van keizerin Maria" in: Luister van Spanje en de Belgische steden (1500-1700), tent.cat., vol. II, 1985, p. 605-606
2. ↑  Robert Van den Haute, "Ma toile a son secret, mon cadre son mystère... (Autopsie d'un tableau)" in: Le Folklore Brabançon, december 1988, nr. 260, p. 323-332